# Te Paki

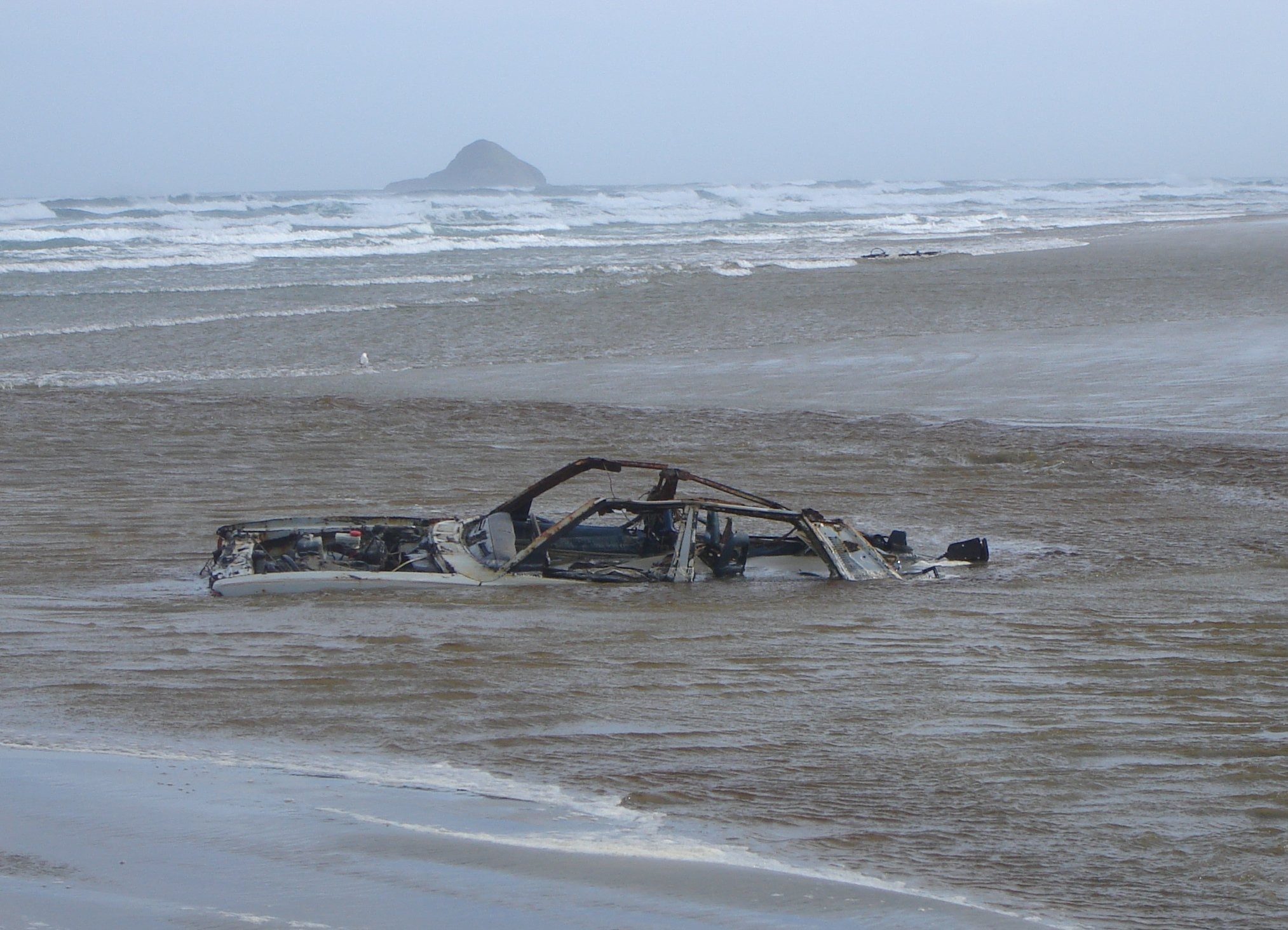
Ein im Sand versunkenes Auto am Ninety Mile Beach

Te Paki ist eine kleine Siedlung im Far North District der Region Northland auf der Nordinsel von Neuseeland.

## Geographie
Die Siedlung befindet sich rund 14,5 km südöstlich von Cape Reinga / Te Rerenga Wairua und rund 23 km nordwestlich von Te Kao auf der Aupōuri Peninsula. Durch Te Paki führt der New Zealand State Highway 1, der die Siedlung mit dem rund 80 km südsüdöstlich liegenden Kaitaia verbindet. Die nächstgelegene Siedlung am Highway ist Waitiki Landing rund 4 km südöstlich.

## Tourismus
Die Siedlung besitzt eine Zufahrt zum rund 6 km südöstlich liegenden Ninety Mile Beach, der über eine Straße zu den über 100 m hohen Wanderdünen zu erreichen ist. Die Wanderdünen selbst sind unter Touristen sehr beliebt, da man auf ihren steilen Hängen mit Surfboards gut hinuntergleiten kann.